# Sanctuaire italique de Pietrabbondante
Le sanctuaire italique est un vaste site archéologique situé sur le territoire communal de Pietrabbondante, province d'Isernia dans la région de Molise,.

## Historique
La zone sacrée représente, de par ses caractéristiques architecturales et sa monumentalité, le témoignage archéologique le plus important de la culture de la population italique des Samnites, et son exploration systématique a permis de reconstituer les événements historiques du territoire à travers les siècles et a fourni une quantité importante de données sur le lieu de culte le plus important de l’État samnite.
Les informations historiques et les découvertes archéologiques, notamment épigraphiques, démontrent que le sanctuaire de Pietrabbondante est totalement différent de tout autre connu sur le territoire des Samnites (Temple italique de San Giovanni in Galdo, Vastogirardi, Campochiaro, Sanctuaire italique de Schiavi di Abruzzo) ; en effet, elle n'était pas utilisée exclusivement pour des jeux scéniques, comme les autres, mais elle était le siège de concilia, c'est-à-dire des réunions du sénat convoquées à des occasions particulières. Ce caractère « national » est largement documenté par les nombreuses références épigraphiques (datant du IIe siècle av. J.-C.), aux activités exercées par les magistrats suprêmes de l'État (initiatives de construction, dédicaces d'édifices ou d'objets votifs).

## Le complexe monumental
L'ensemble monumental de Pietrabbondante a été construit pour une fonction exclusivement religieuse. Tous les bâtiments montrent clairement leur destination cultuelle, y compris le théâtre, intimement lié à la zone du temple située derrière lui. Malheureusement, un seul document, une plaque de bronze retrouvée à proximité du temple principal, témoigne d'un des cultes pratiqués : il s'agit d'une dédicace votive à la déesse Victoria. L'espace sacré a également joué un rôle précis par rapport aux entreprises de guerre menées par les Samnites : la grande majorité des objets retrouvés dans les niveaux les plus anciens explorés sont constitués d'armes, certainement du butin pris aux ennemis après une victoire, qui étaient ici consacrés comme trophée à la déesse Victoria.

### La forteresse
L'enceinte fortifiée au sommet du mont Saraceno, à environ 1 212 m d'altitude, couvre une zone plate s'étendant d'environ 150 sur 300 m et était reliée à l'ensemble du système de structures défensives construites par les Samnites au cours du IVe siècle av. J.-C. dans le Samnium intérieur. Les recherches archéologiques ont en effet mis en évidence la présence de nombreuses colonies fortifiées construites dans la zone après le premier conflit avec les Romains (343-341 av. J.-C.). La forteresse de Pietrabbondante, défendue par des murs massifs en opus siliceum, était liée à des ouvrages défensifs similaires qui avaient pour but de contrôler la route à haute altitude, atteignant le sanctuaire de Calcatello. Aujourd'hui, seules trois courtes sections des remparts de la ville sont clairement visibles.

### La nécropole
Une petite nécropole, à environ un kilomètre au sud-ouest de la zone de Calcatello, a été mise au jour en 1973 et partiellement explorée à 1 043 m. Le site a livré trois sépultures appartenant à des époques différentes, entre les Ve et IIIe siècles av. J.-C.
Les trois tombes sont du type tombe à fosse et leur couverture mesure environ 40 cm de hauteur. Les enterrés sont couchés sur le dos, bras et jambes étendus, dans deux cas, légèrement fléchis dans le troisième. Les corps appartiennent à deux hommes adultes et à un enfant. Les objets funéraires sont pauvres en objets en céramique (poteries, coupes et cruches) mais riches en objets métalliques (ceintures, pectoraux, pointes de lance). Dans la tombe de l'enfant se trouvent des objets en bronze.
Il se dessine une communauté assez florissante, capable de supporter l'importation d'objets métalliques, et dotée d'une organisation sociale structurée en interne, dans laquelle les classes sociales supérieures disposent de bonnes ressources économiques. Les données archéologiques permettent d'émettre l'hypothèse que l'activité de la nécropole s'est étendue des Ve et IIIe siècles av. J.-C. pendant toute la période de vie du sanctuaire ; Cependant, il n'existe aucun élément permettant d'identifier l'emplacement de la ville pour laquelle la nécropole elle-même fonctionnait.

### Le mausolée funéraire
Au sud de la zone du théâtre, le mausolée datant de la seconde moitié du Ier siècle av. J.-C., a été découvert le long d'un chemin isolé qui mène à Santa Scolastica. Situé clairement sur une légère pente, elle attira l'attention des archéologues dès le début des premières fouilles systématiques (1857), et était d'ailleurs déjà mentionnée dans les journaux de fouilles de l'époque.
Après la guerre entre Caius Marius et Lucius Cornelius Sulla, les Samnites furent lourdement punis par Sylla pour avoir soutenu Marius et le complexe temple-théâtre fut confisqué. La présence du monument funéraire devait donc servir à souligner la possession des terres. La vie du sanctuaire déclina très tôt, également en raison de l'isolement de sa position éloignée des principales voies de communication. 
À en juger par les 29 pièces trouvées, il s'agissait d'un grand bâtiment, en pierre locale, constitué d'un corps inférieur de plan quadrangulaire de blocs de pierre calcaire travaillée. Les murs de l'étage inférieur étaient décorés de pilastres à chapiteaux corinthiens, aux feuilles d'acanthe caractéristiques, et couronnés dans la partie supérieure par un cadre simplement mouluré ; entre un pilastre et l'autre, il y avait deux inscriptions qui rappelaient le personnage, un certain Caius Socellius, qui prit l'initiative de construire le monument funéraire pour lui-même et quatre autres membres décédés de sa famille. La partie supérieure de l'édifice était constituée d'un corps de tambour cylindrique (6 m de diamètre x 2 m de hauteur) qui présentait sur le mur extérieur un décor de petits arceaux en relief reposant sur de élancés pilastres, au-dessus desquels courait une bande ornée d'une frise de grappes de raisin et de pousses ondulées. Il est difficile de définir l'apparence du toit du monument, tout comme on ne sait pas exactement où se trouvaient les sépultures à l'intérieur du bâtiment. Récemment, une statue féminine de style funéraire a été retrouvée non loin du sanctuaire, avec une colombe dans la main gauche, qui symbolise l'âme libre volant vers le ciel.

### Le théâtre

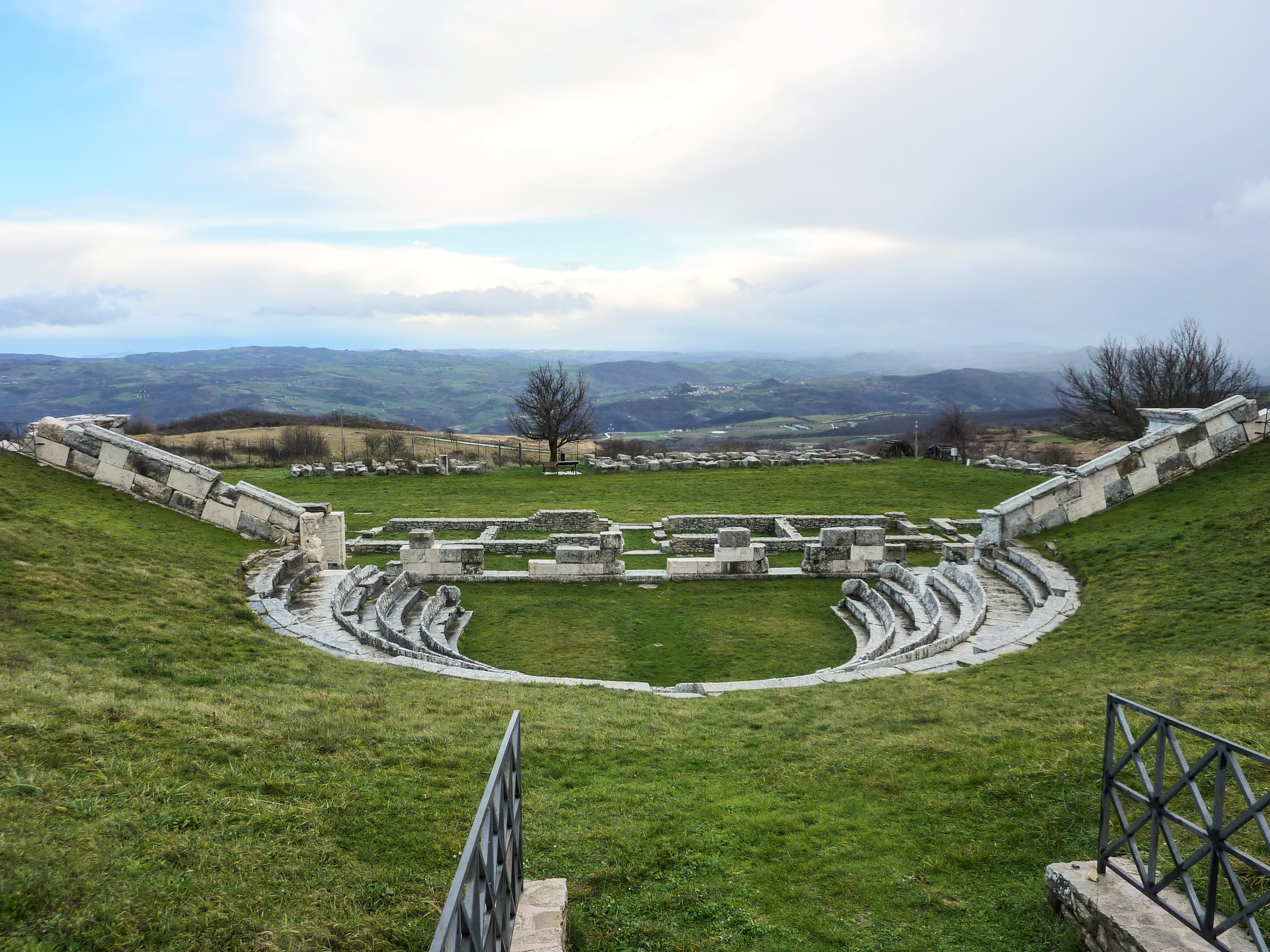
Le théâtre romain.

Le théâtre et le sanctuaire italique de Pietrabbondante sont tombés en désuétude déjà dans des temps très anciens, c'est pourquoi ils n'ont pas subi de transformation au cours des siècles suivants. Cela a permis aux archéologues, grâce également au bon état de conservation des monuments, de reconstruire sans incertitude les aspects structurels et stylistiques de l'ensemble du complexe théâtral.

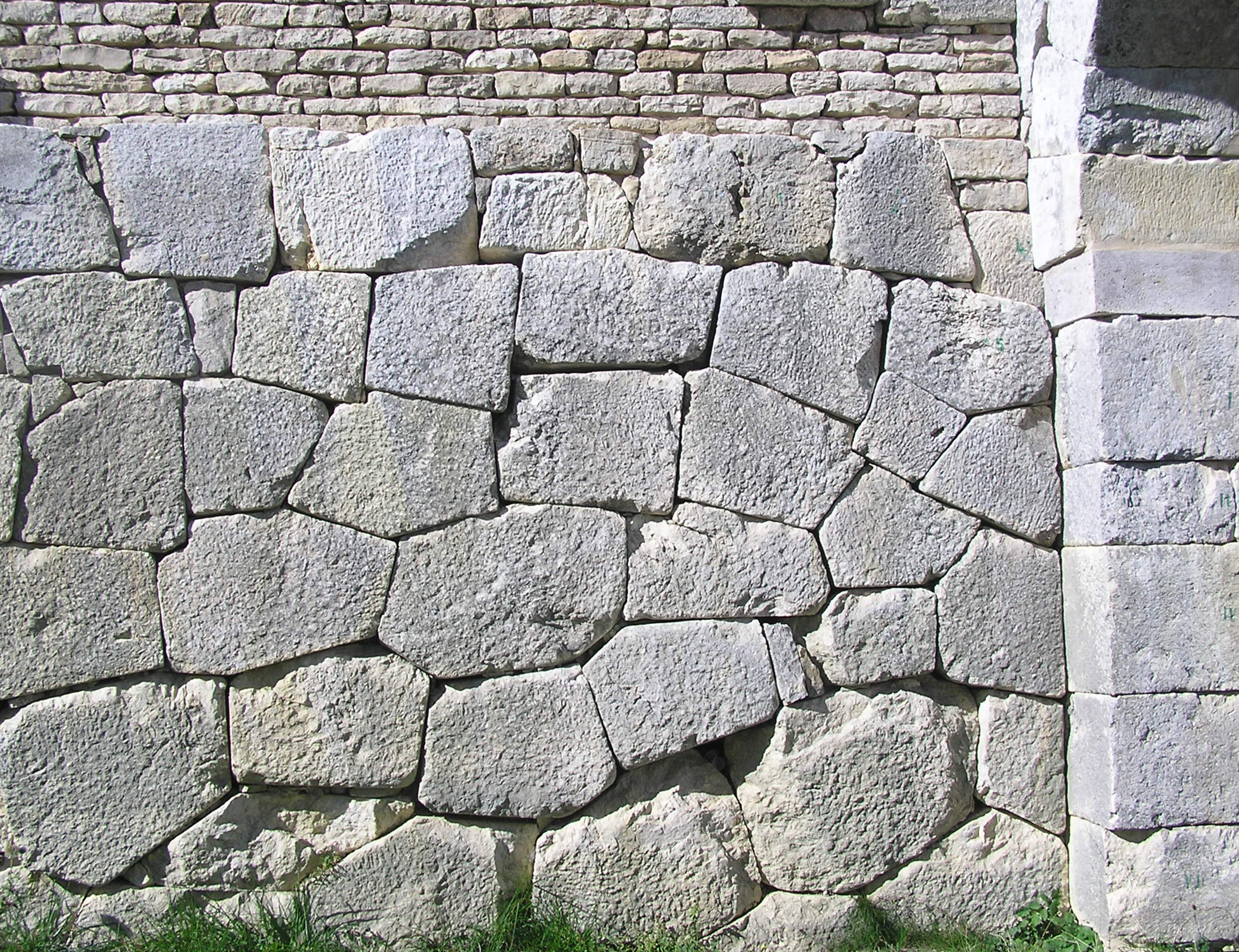
Maçonnerie d'un temple.

Le théâtre était un élément traditionnel des lieux de culte de la Grèce antique, expression d'un besoin religieux, mais la construction axiale et frontale du schéma théâtre-temple était étrangère au concept grec, même s'il était habituel dans la culture italique, qui le transmettra au monde romain, qui le diffusera largement dans tout le bassin méditerranéen. Le complexe théâtre-temple de Gabies est également aménagé selon un schéma similaire, et construit vers 150 av. J.-C.
Parmi les bâtiments de la zone monumentale, le théâtre est le bâtiment le mieux conservé. L'élévation de la salle est quasiment intacte et le plan de la scène, dont l'élévation a été perdue, est parfaitement lisible. Contrairement aux deux temples, pour lesquels du calcaire tendre importé a été utilisé, le théâtre a été construit en calcaire dur local.

### Le grand temple

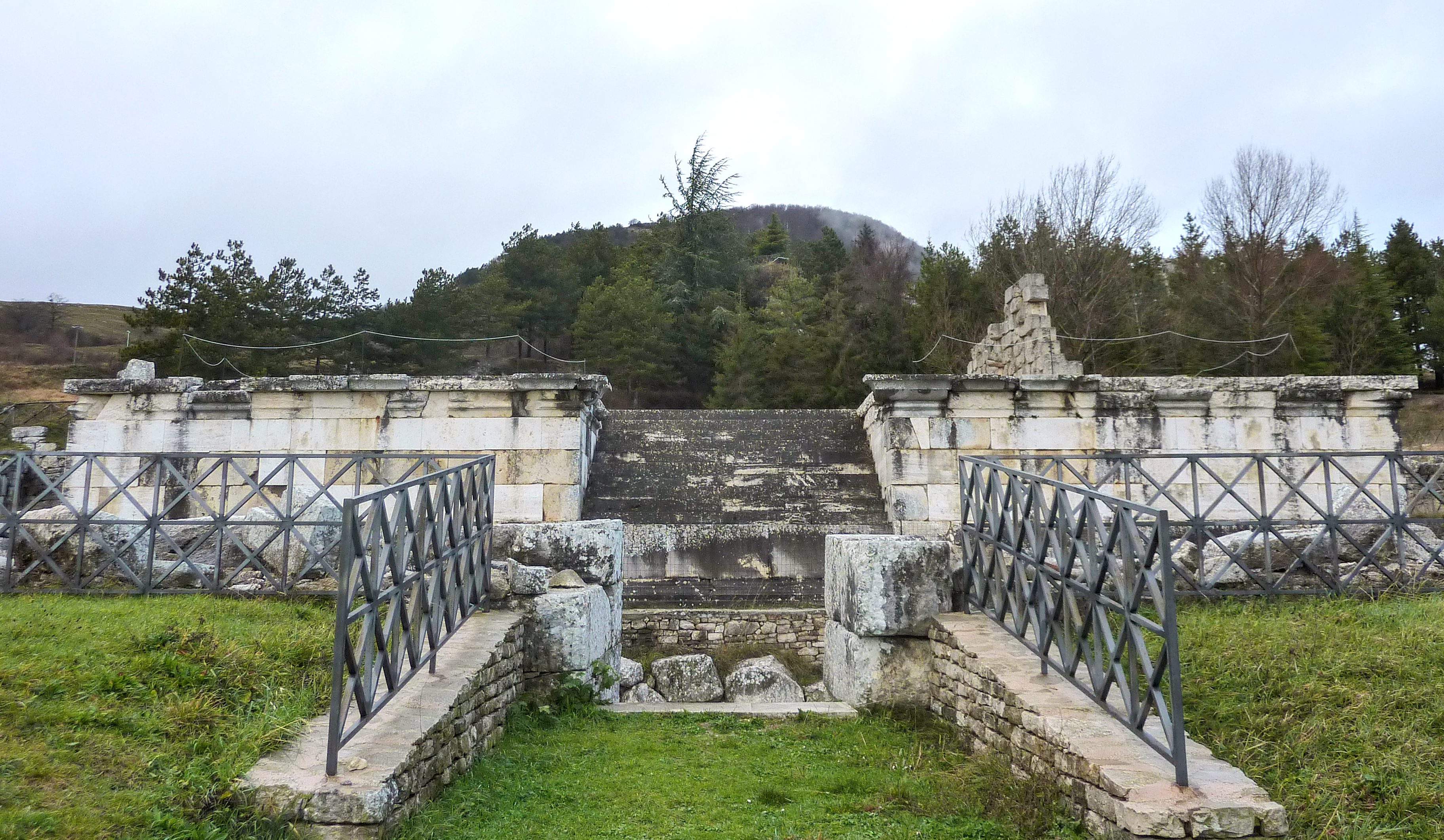
Vestiges du grand temple.

Le grand temple se situe derrière le théâtre et il est le plus grand édifice jamais construit par les Samnites. Le monument a subi de nombreux pillages au fil des siècles, probablement depuis son abandon, subissant d'importants enlèvements de matériaux, réutilisés pour d'autres constructions : le podium est très endommagé en façade mais est bien conservé sur les autres faces. Il s'élève au-dessus d'une base lisse, constituée de blocs carrés de pierre calcaire, et reprend les caractéristiques de la disposition habituelle du temple italique, avec une paroi verticale lisse, composée de trois rangées de blocs, comprenant, au sommet et en bas, par deux cadres. Les travaux de restauration du podium n'ont nécessité que peu d'ajouts, car l'état du monument était presque intact, à l'exception de certaines parties frontales. Ce qui a donc été mis au jour, à la suite des fouilles archéologiques, n'est que la partie interne du podium, enfermée dans les murs d'enceinte.
La colonnade du pronaos, de type corinthien, s'est effondrée avec les murs du bâtiment. Le temple avait quatre colonnes au ras de l'escalier d'accès, deux autres dans la deuxième rangée sur les côtés et deux dans la troisième rangée, au centre, entre les portes.

### Le petit temple
Le petit temple est situé à l'extrémité orientale de la zone archéologique. Il constitue le noyau originel du grand sanctuaire, datant du milieu du IIe siècle av. J.-C.. Malheureusement, les données de fouilles, remontant à la fin du XIXe siècle, sont très approximatives et incomplètes. Il s'agit donc du plus ancien des monuments visibles aujourd'hui. Il s'agissait d'une structure de conception architecturale modeste, complètement isolée et éloignée des centres habités, comme cela faisait partie de la coutume italienne de l'époque. Actuellement, l'état de conservation est assez précaire, également en raison du matériau principalement utilisé, un calcaire tendre, friable et particulièrement sensible aux gelées hivernales, provenant d'une carrière certainement située à proximité, compte tenu de l'utilisation intensive qui en a également été faite au cours des années suivantes, dans la construction du grand temple. Une grande partie du matériel du monument a dû être pillée dans l'Antiquité, peut-être dès le IVe siècle, lorsque la zone fut définitivement abandonnée : seul le podium a survécu, très endommagé sur la face avant, complètement enlevé sur toute sa longueur, il devient donc presque impossible de reconstruire le plan. 
Sous les structures effondrées, un grand nombre de pièces de monnaie datant de la fin du IIIe ou début du IVe siècle a été trouvé,  constituant la dernière documentation de la vie ancienne existant dans la zone du sanctuaire.

### Les portiques

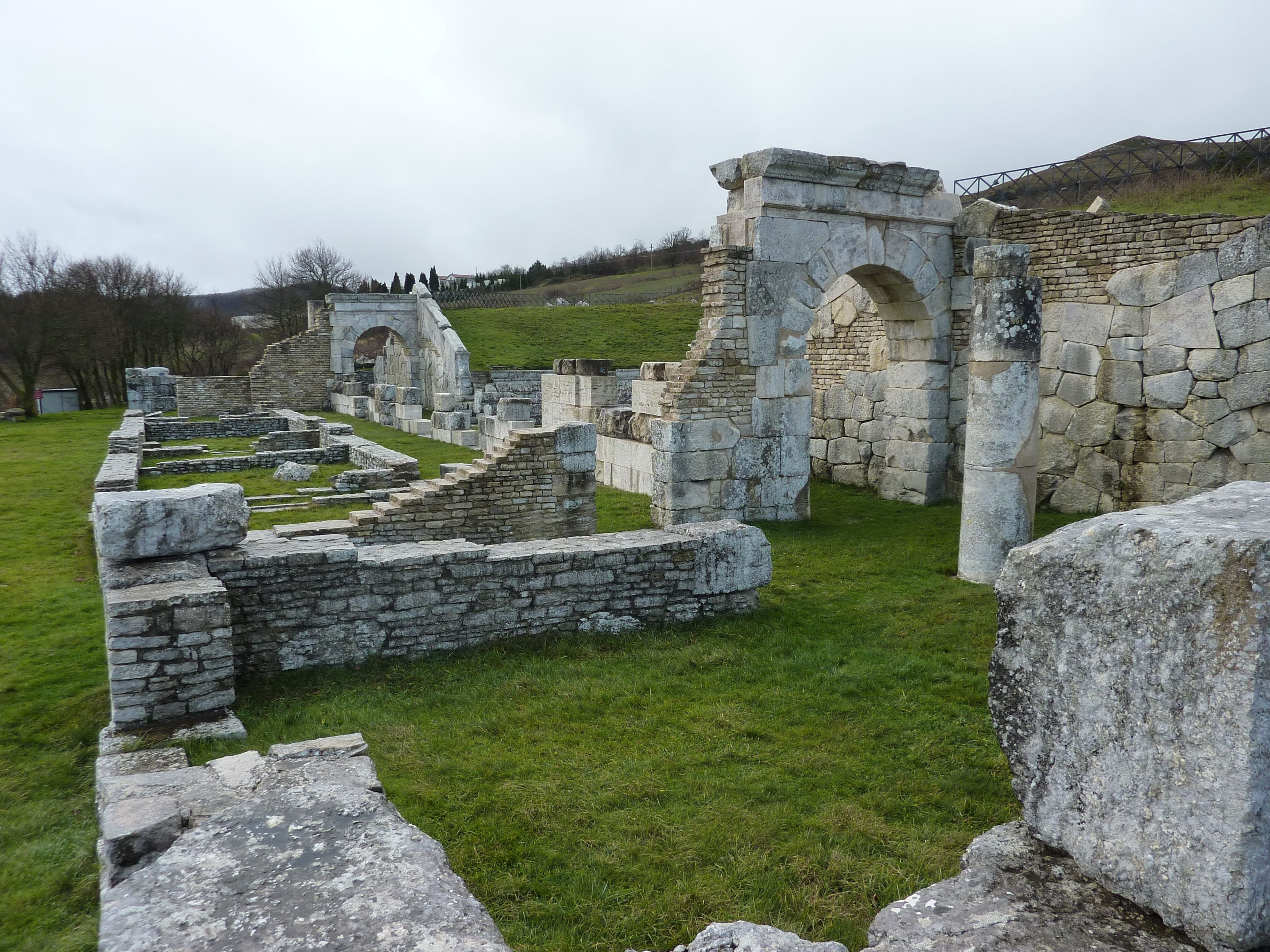
Les portiques.

À droite et à gauche du grand temple principal, au niveau du mur des deux couloirs latéraux, ont été retrouvés deux portiques, directement adossés au mur de l'espace sacré (téménos), constitués d'une série de pièces précédées de une colonnade. Les pièces sont de différentes dimensions et sont constituées de pierres liées au mortier. Il reste peu de vestiges du revêtement de sol, avec de grandes tuiles en terre cuite de forme assez régulière. 
Dans l'espace entre le trottoir et la colonnade, des sépultures en fosse, d'autres à toit capucin (Tomba alla cappuccina (it)), datant des IIIe et IVe siècles, qui utilisent les tuiles du temple, ont été trouvées lors de fouilles récentes. Dans tous les cas, à côté du défunt se trouve un mobilier funéraire de très mauvaise qualité, constitué de matériaux de fabrication modeste ; la datation des tombes est généralement déterminée par la présence de pièces de monnaie de l'époque romaine, remontant à une période peu après l'abandon de la zone.

## Autres découvertes
Au cours des fouilles réalisées devant le petit temple, d'importantes découvertes de matériel archéologique ont été réalisées. 
- Il s'agit de nombreuses inscriptions en langue osque, actuellement conservées au Musée archéologique national de Naples, comme une grande partie du matériel relatif à ces fouilles. Il s'agit principalement de textes à caractère officiel, qui concernent les aspects bureaucratiques de la construction et de l'aménagement du monument, autorisés par l'autorité centrale et testés par les magistrats locaux.
- Le groupe d’armes découvert à cette même occasion et déjà mentionné.
- Des fragments de matériaux épars ont été retrouvés dans toute la zone du sanctuaire, dont la reconstruction n'est pas très certaine, faisant probablement partie de la décoration du fronton du temple, mais aussi des terres cuites architecturales, des restes de tuiles et carrelages, dalles de bardage. Ce sont des pièces sporadiques qui apparaissent un peu partout, autour du théâtre, dans les portiques mais aussi autour du temple mineur.
- De nombreuses pièces de monnaies trouvées en différents lieux, qui couvrent une période chronologique de plusieurs siècles, constituent une documentation importante relative à la fréquentation du sanctuaire au cours de ses phases de vie. Le matériel numismatique de Pietrabbondante s'est révélé particulièrement intéressant, composé de 256 pièces de monnaie en bronze, achetées en 1900 par le Musée national de Naples et publiées ensuite par Ettore Gabrici (1868-1962), qui dit provenir de manière générique de Bovianum Vetus, sans autre indication.

## Galerie

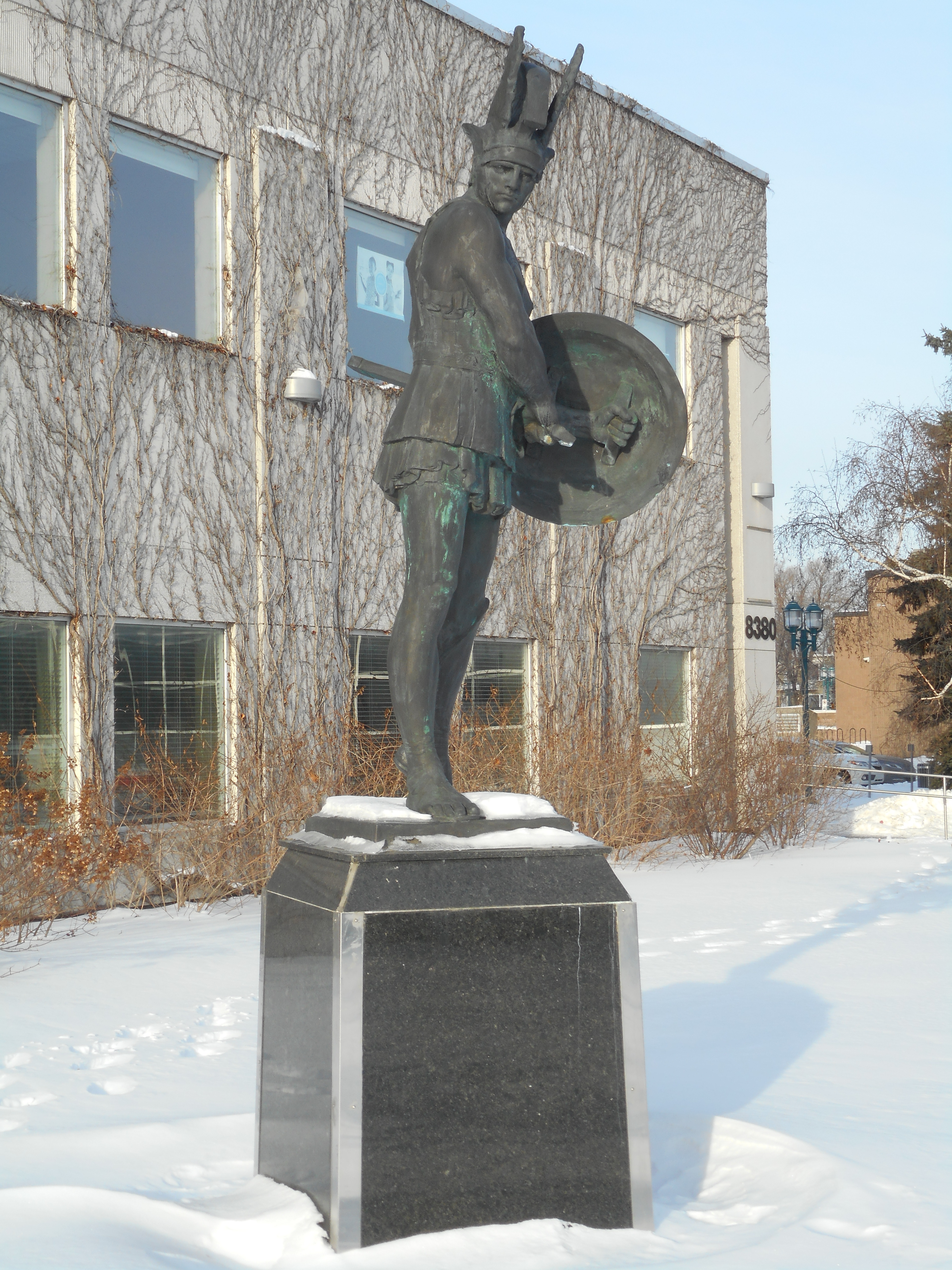
Guerrier samnite.
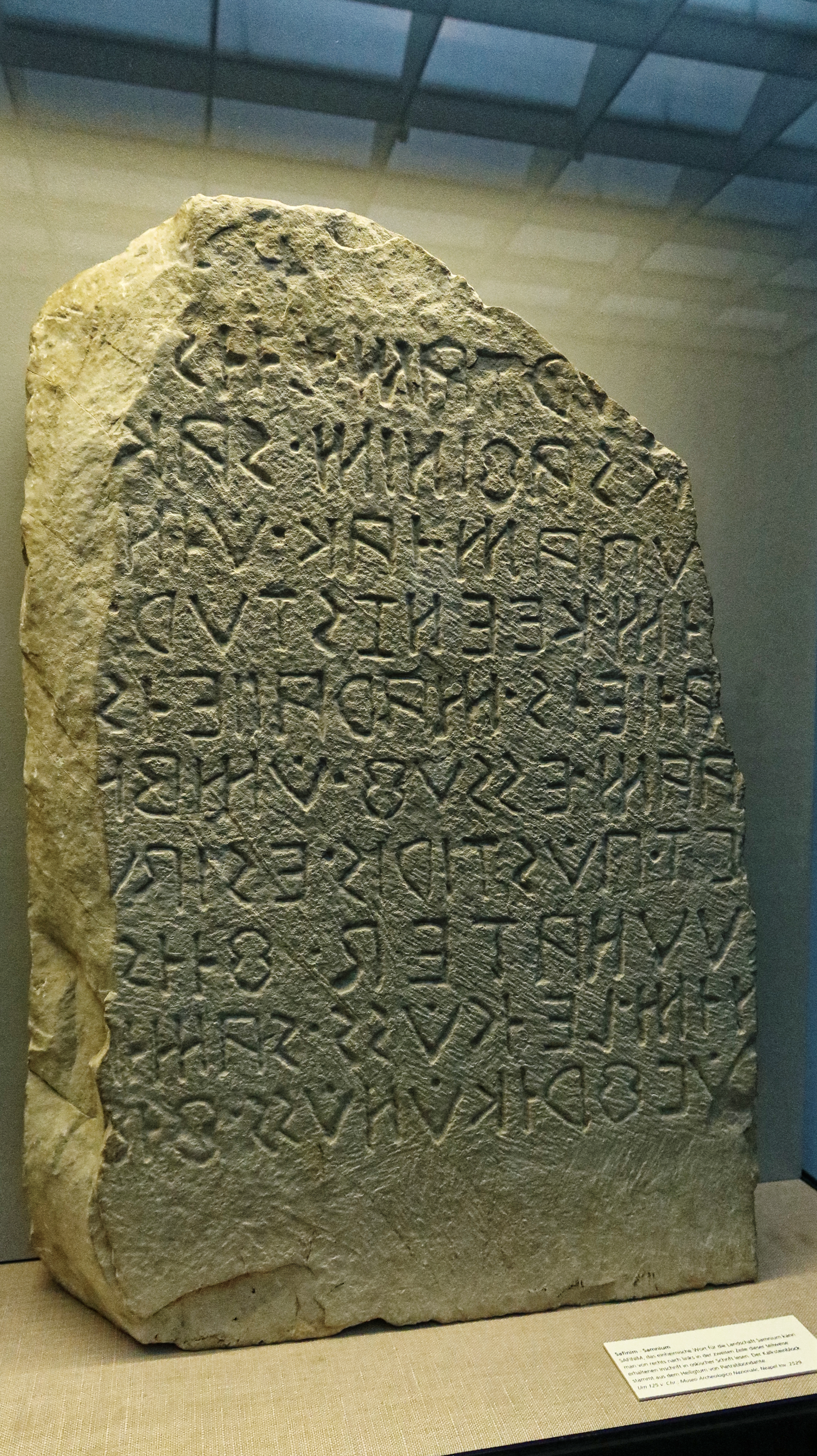
Epigraphes.